# Cemitério dos Prazeres

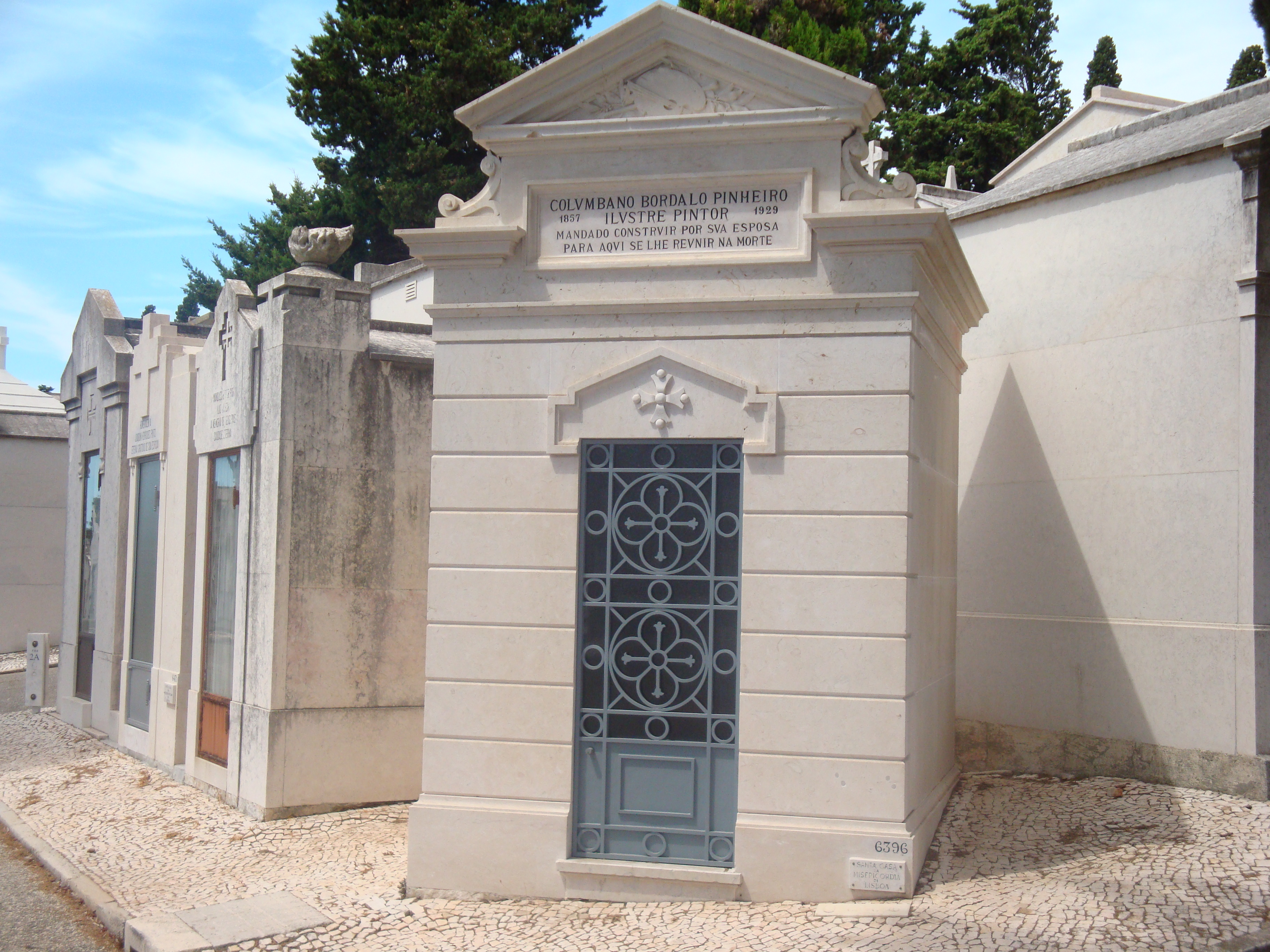
Tumba del pintor Columbano Bordalo Pinheiro en el Cemitério dos Prazeres.

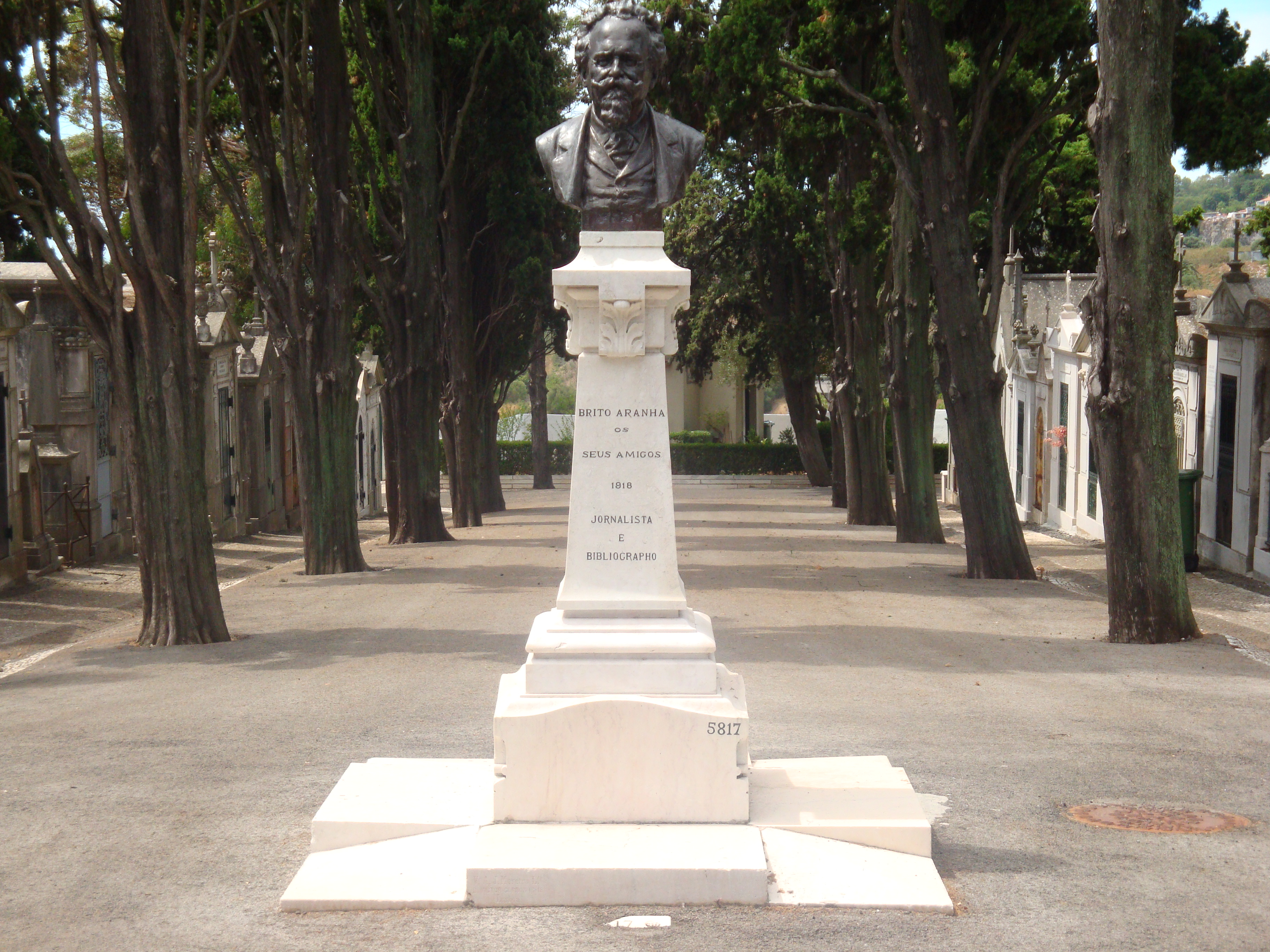
Busto de Pedro Wenceslau de Brito Aranha.

El Cemitério dos Prazeres (en español, "Cementerio de los Placeres") es un cementerio situado en la parte occidental de Lisboa, en la freguesia de Prazeres, cerca del barrio de Campo de Ourique, y es el mayor cementerio de la capital portuguesa. 

## Historia
Cuando la ciudad de Lisboa fue invadida por un brote de cólera, en 1833, fue urgente la creación de un gran cementerio; a tal efecto se creó el Cemitério dos Prazeres. El nombre de "los Placeres" deriva del nombre de la antigua quinta que ocupaba el lugar en el que actualmente se encuentra el cementerio. 

## Rincón de los Artistas
Entre las personalidades ilustres que se encuentran enterradas en el "Rincón de los Artistas" del Cemitério dos Prazeres, se encuentran sobre todo actores, cantores, escritores, pintores y presentadores de televisión. La fadista Amália Rodrigues, inicialmente enterrada aquí, fue posteriormente trasladada al Panteão Nacional, también en Lisboa, después de la enorme presión de sus admiradores, y tras la modificación de la ley que exigía un mínimo de cuatro años antes del traslado.